# 청주 순치명 석조여래입상
청주 순치명 석조여래입상(淸州 順治銘 石造如來立像)은 충청북도 청주시 상당구 용정동에 있는 석불이다. 1985년 12월 28일 충청북도의 유형문화재 제150호로 지정되었다.

## 개요
충청북도 청주시 상당구 용정동에 있는 이 불상은 돌기둥을 이용하여 얼굴과 상체를 조각하여 석장승 같은 모습을 하고 있다.
이마에는 큼직한 원형의 백호(白毫)를 도드라지게 새겼고, 눈썹은 길고 커다랗게 표현하였다. 반달 모양을 한 입은 눈과 함께 얼굴 전체에서 미소를 띠게 한다. 손은 모아서 턱 밑에 괴고 있는데, 양 팔을 수평으로 처리하여 미숙한 조각수법을 보여주고 있다. 하체는 조각을 하지 않은 상태이며 중간부분에 순치(順治) 9년(효종 3년, 1652) 11월 16일에 만들었다는 글씨를 써 놓았다.
우리나라 사찰의 수호신 역할을 하는 석상 연구에 중요한 자료가 되고 있다.

## 참고 자료
- 청주 순치명 석조여래입상 - 국가유산청 국가유산포털